# Feldstraße (Hamburg)
Die Feldstraße ist eine 425 Meter lange Innerortsstraße im Hamburger Stadtteil St. Pauli. Sie wird täglich von rund 15.000 Autos befahren, ist Teil des Hauptverkehrsstraßennetzes von Hamburg und hat den amtlichen Straßenschlüssel F068.

## Verlauf
Die Feldstraße beginnt am Sievekingplatz an der Einmündung von Holstenglacis und Glacischaussee (Lage) und verläuft in westlicher Richtung bis zur Grenze des Stadtteils Sternschanze, wo sie in die Straße Neuer Kamp übergeht (Lage).

## Gebäude

### Denkmalgeschützte Bauten
- Feldstraße 44, 45, 49, 50 (Etagenhäuser)
- Feldstraße 60 (Wohngeschäftshaus)
- Feldstraße 66 (Luftschutzbunker bzw. Flakturm)
- Feldstraße 69 (U-Bahnhof Feldstraße)

Siehe auch: Liste der Kulturdenkmäler in Hamburg-St. Pauli

### Heiligengeistfeld
Das Heiligengeistfeld liegt südlich der Feldstraße. Es ist ein rund 50 ha großer Platz, welcher Spuren bis ins 15. Jahrhundert hat. Der Name leitet sich von dem damaligen Hospital zum Heiligen Geist ab. Auf ihm liegt unter anderem der Recyclinghof St. Pauli.

#### Hamburger Dom
Der Hamburger Dom ist ein Volksfest, das jährlich von mehreren Millionen Menschen besucht wird. Auch Personen aus dem Ausland reisen nach Hamburg, um das Volksfest zu besuchen. Dreimal jährlich findet der Hamburger Dom im Frühling, Sommer und Winter auf dem Heiligengeistfeld statt. Über 250 Schausteller stellen ihre Fahrgeschäfte auf.

#### Flakturm IV

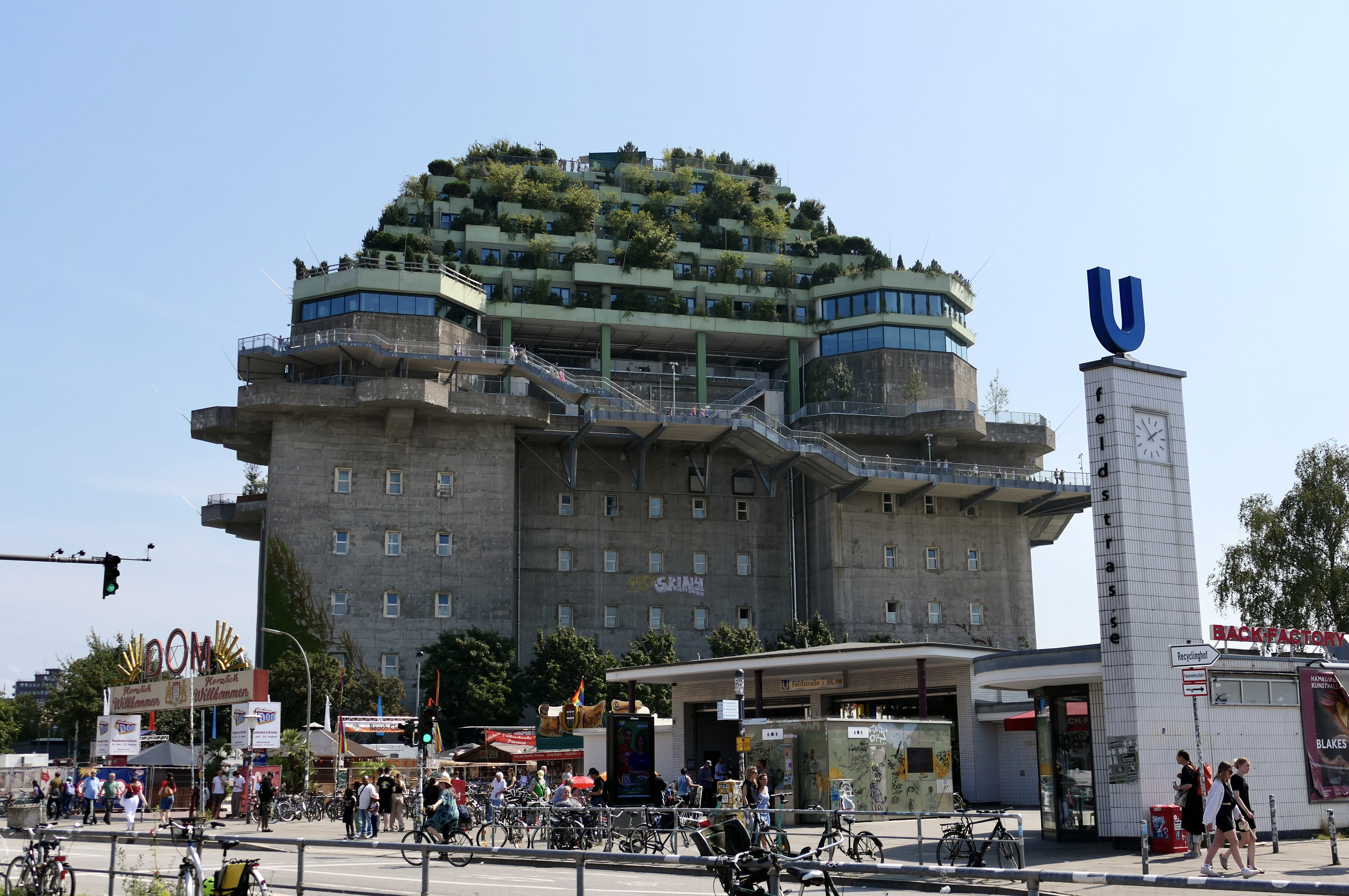
Flakbunker IV auf dem Heiligengeistfeld, Sicht von der Feldstraße

Der Flakturm IV ist ein ehemaliger Flakturm und Luftschutzbunker. Er wurde 1942 binnen 300 Tagen von 1.000 Zwangsarbeitern fertiggestellt. Er diente als Luftschutz für die Zivilbevölkerung und gegenüber Bombenangriffen der Alliierten auf Hamburg im Bereich der Innenstadt und des Hafens. Er ist der größte erbaute Hochbunker Europas und steht heute unter Denkmalschutz. Auf ihm wurde 2023 ein fünfstöckiger Aufbau, der grüne Bunker, eröffnet, in dem sich auch die  2024 eröffnete Georg Elser Halle befindet.

#### Millerntor-Stadion
Ebenfalls auf dem Heiligengeistfeld befindet sich das Millerntor-Stadion. Es ist die Spielstätte für den FC St. Pauli. Es bietet für 29.546 Personen Platz und wurde 1963 eröffnet.

### U-Bahnhof Feldstraße

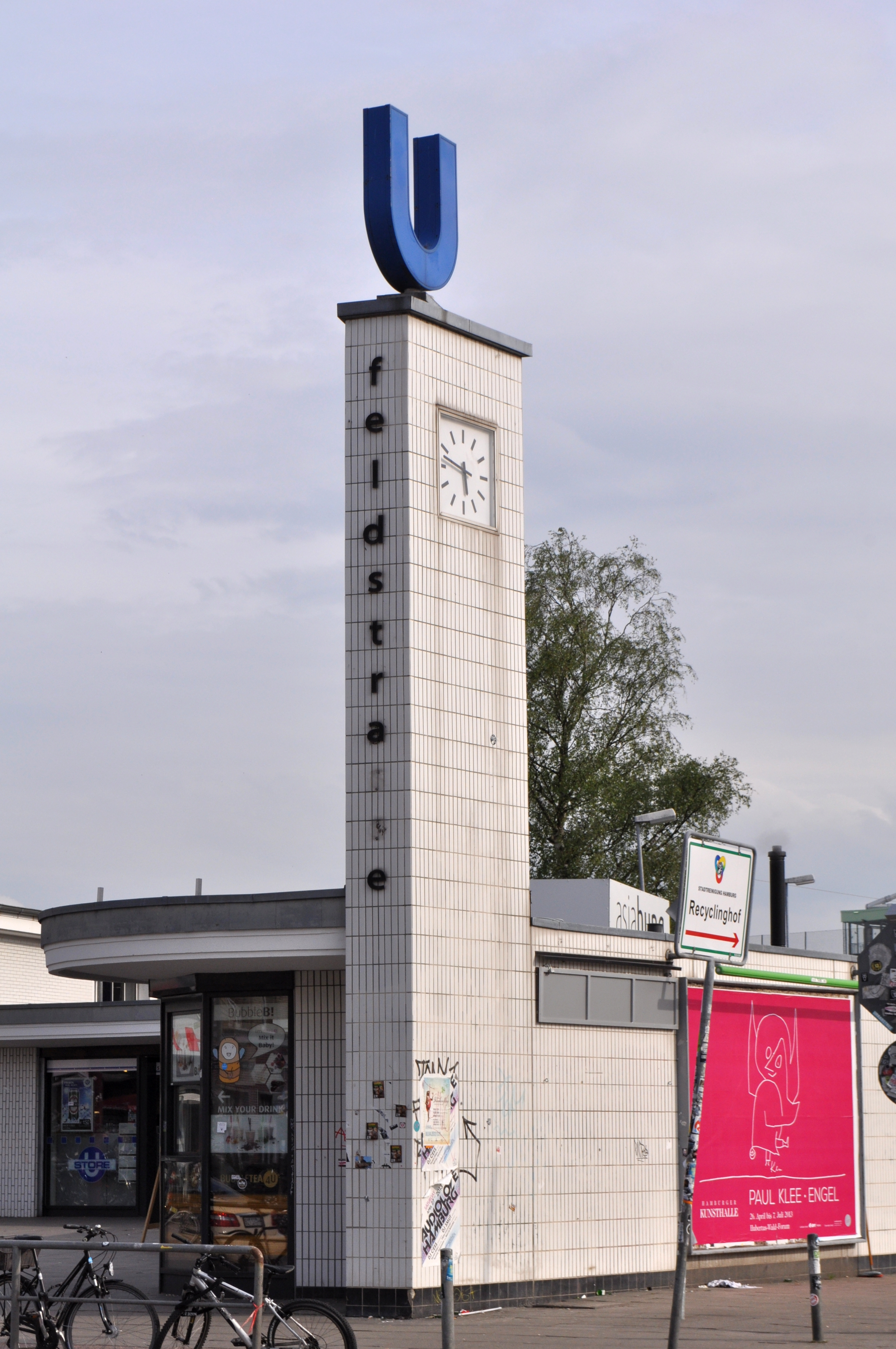
Turm mit „U“ an der Spitze des Bahnhofes

Der U-Bahnhof Feldstraße ist ein U-Bahnhof der Linie U3. Er wurde 1912 eröffnet und 1954 grundlegend renoviert und vergrößert, da er wegen des angrenzenden Hamburger Doms und den Spielen des FC. St. Pauli häufig überfüllt war. Er steht heute unter Denkmalschutz.

## Verkehr
Die Höchstgeschwindigkeit beträgt 50 km/h. Täglich wird die Feldstraße von rund 15.000 Autos befahren, bei Spielen des FC St. Pauli oder während des Hamburger Doms können die Zahlen jedoch nach oben abweichen. Auf dem Straßenanschnitt zwischen Glacischaussee und Sternstraße gibt es für Kraftfahrzeuge nur einen Fahrstreifen pro Fahrtrichtung.

### Busverkehr
In der Feldstraße halten vier Buslinien:
- die Metrobuslinie 3 zwischen Schenefelder Platz und Rothenburgsort
- die Metrobuslinie 17 zwischen Feldstraße und U Berne
- die Xpressbuslinie X3 zwischen Schenefelder Platz und U Meßberg
- die Nachtbuslinie 602 zwischen Osdorfer Born und Rothenburgsort